# Pavičići (Chorwacja)
Pavičići – wieś w Chorwacji, w żupanii karlowackiej, w gminie Netretić. W 2011 roku liczyła 2 mieszkańców.